# 178-я стрелковая дивизия
178-я стрелковая Кулагинская Краснознамённая дивизия — воинское соединение Вооружённых Сил СССР, принимавшее участие в Великой Отечественной войне.
Сокращённое наименование — 178 сд.
Период вхождения в действующую армию: 15 июля 1941 года — 17 сентября 1943 года, 27 сентября 1943 года — 30 марта 1944 года, 8 мая 1944 года — 9 мая 1945 года.

## История

### Перед Войной
Дивизия сформирована в сентябре 1939 года на Алтае на базе 386-го стрелкового полка, дислоцировавшегося в Славгороде. В состав дивизии входили: 386-й, 693-й, 709-й стрелковые, 432-й гаубичный и 332-й легкий артиллерийские полки, 213-й отдельный противотанковый артиллерийский дивизион, 218-й отдельный медико-санитарный батальон и другие подразделения. Формированием дивизии занимался командир 386-го стрелкового полка полковник Н. И. Старухин. Полки дивизии первоначально дислоцировались в Славгороде и Бийске, затем — в Омске, Славгороде и Татарске.
В январе 1940 г. два лыжных батальона и ещё 400 младших командиров дивизии, выпускников полковых школ, были направлены на Карельский перешеек во время «зимней войны» с Финляндией.
По результатам инспекторской проверки 1941 года, 178-я стрелковая дивизия получила хорошую оценку и стала одной из лучших в Сибирском военном округе

### Начало войны
На 22.06.1941 года дивизия входила в состав 53-го ск 24-й А РВГК. В первый день войны началась мобилизация дивизии. С 29.06.1941 первые эшелоны дивизии из Омска начали убывать на фронт общим темпом 40 эшелонов в сутки, 03.07.1941 убыл последний эшелон. В это время в должность комдива вступил полковник А. Г. Кудрявцев. После выгрузки дивизии на станциях Ржев, Осуга, Сычевка в составе 24-й армии была включена в состав Западного фронта и заняла оборону северо-восточнее Смоленска.

08.07.1941 года 709 сп побатальонно грузится в эшелоны для следования на фронт.
11.07. Полк прибыл на станцию выгрузки. От станции Сычёвка Калининской железной дороги через Вязьму к месту сосредоточения полк следует походным маршем на автомашинах и пешком.
15.07 К 5:00 полк закончил сосредоточение на рубеже: Лягушкино, Данилово, Заборье, Студенец имея боевое охранение на рубеже Дробышево, Быково, выс. 225,3. /Боевой приказ Штадива 178 № 021 от 12.07.41/— «Журнал боевых действий» 709-го стрелкового полка 178-й стрелковой дивизии (архив ЦАМО России, Фонд: 7363, Опись: 110727, Дело: 2)
16.07.1941 войска дивизии столкнувшись с силами противника приняли участие в Смоленском сражении.
В сентябре 1941 дивизия была включена в состав 29-й армии и переброшена на берега Западной Двины на стык 29-й и 22-й армий для остановки наступления врага на этом направлении, не успев сосредоточится дивизия с ходу завязала бои с противником в густых придвинских лесах в условиях осенней распутицы. Не смотря на тяжелые условия войскам дивизии удалось 19.09.1941 принять участие в ликвидации ивашковско-дуловского плацдарма противника. За мужество и героизм 82 командира и красноармейца дивизии были удостоены правительственных наград.
В октябре 1941 дивизия получила приказ на отступление вследствие прорыва врага по направлению Торжок, Калинин, Ржев служа арьергардом отступавшей 29-й А и левофланговым прикрытием 22-й А. В районе Перлево дивизия заняла прочную оборону прикрывая с Юго-Запада путь на Торжок. Выдерживая натиска превосходящих сил противника днем, ночью группы «охотников» 709-го стрелкового полка дивизии совершали диверсии на вражеских позициях.

08.11 …была организована группа охотников для захода в тыл и на фланги противника с целью уничтожения огневых точек… — «Журнал боевых действий» 709-го стрелкового полка 178-й стрелковой дивизии (архив ЦАМО России, Фонд: 7363, Опись: 110727, Дело: 2)

### Битва за Москву
В развернувшееся в декабре 1941 г. под Москвой контрнаступление Красной Армии активное участие приняла и 178-я стрелковая дивизия, совершившая «снежный поход»: её воины в покрытом ледяной коркой обмундировании, не вылезая в течение многих суток из глубоких снегов, непрерывно атаковали врага, прорвали его укрепленный район у Перлево и в январе 1942 г. отбросили немцев к Волге, почти до железной дороги Ржев—Великие Луки, обеспечивая своими действиями правый фланг 39-й армии. Попытки противника нанести контрудар успеха не имели. Так, 45 бойцов во главе со старшим лейтенантом Курченко отстояли от намного превосходивших вражеских сил Мантровские хутора; на поле боя осталось 350 фашистов. Особо отличился в этих боях командир батальона младший лейтенант Салават Карымов. Ещё в ноябре 1941 года он организовал захват опорной высоты в немецком расположении; в декабре лично захватил фашистский блиндаж, уничтожив часть находившихся там вражеских солдат и пленив другую их часть; в январе умело и отважно руководил освобождением деревни Струйское. Обороняя с семью бойцами деревню Фролово, 12 часов удерживал её, истребив почти половину вражеского батальона. Дважды раненный, он оставался в строю. С. X. Карымову, первому в дивизии, было присвоено звание Героя Советского Союза. В ходе Московской битвы многие бойцы и офицеры были удостоены наград, в том числе ордена Красного Знамени — 53 человека, ордена Красной Звезды—60, медали «За отвагу» — 33, медали «За боевые заслуги» — 70 человек.

### Ржевско-Вяземская стратегическая наступательная операция
Зимой-весной 1942 года дивизия участвовала в боях за подступы к деревне Оленин в ходе Ржевско-Вяземской наступательной операции. Первоначально наступление развивалось успешно. 22 января 1942 года ударная группа дивизии (386-й стрелковый полк, заградбатальон, рота разведки, а также находившиеся в оперативном подчинении 198-й стрелковый полк и кавалерийская группа) во главе с командиром полковником А. Г. Кудрявцевым, атаковала противника, перерезала железную и шоссейную дороги Ржев — Великие Луки и вышла к Оленино. Однако, успех не был поддержан соседними частями 29-й и 39-й армий. Противник воспользовался этим и внезапным контрударом расчленил 178-ю дивизию на две части. Так образовались «южная» (в составе частей ударной группы) и «северная» (693-й, 709-й стрелковые, 332-й артиллерийский полки и другие подразделения) группы. Развивая успех, немцы окружили значительную часть войск 29-й и 39-й армий. В окружении оказалась и 178-я дивизия. Лишь немногим удалось вырваться из окружения. Перестал существовать и 386-й стрелковый полк. Только в марте 1942 года полковник Кудрявцев и комиссар дивизии М. М. Таланов с группой управления и разведчиками вышли из окружения в районе Великих Лук
В ноябре 1942 178-я дивизия, участвовавшая в операции, прорвав оборону противника у Якимово, освободила от оккупантов до 20 населенных пунктов Ржевского района. После этого более трех месяцев продолжались позиционные бои. Лишь в марте 1943 года, войскам Калининского фронта удалось ликвидировать Ржевско-Вяземский плацдарм и освободить Ржев. Линия фронта отодвинулась от Москвы ещё на 130 километров. После ожесточенных боев и понесенных потерь 178-я дивизия была отведена в тыл на отдых и пополнение.

### Штурм Кулагинских высот
С июня 1943 года 178-я стрелковая дивизия вновь находилась на боевых позициях, а 18 августа изготовилась к броску на мощно укрепленный оборонительный узел противника на Кулагинских высотах. Взятие этой мощной оборонительной полосы определяло успех на данном участке Смоленской наступательной операции. 27 августа 1943 года 386-й стрелковый полк дивизии пошел на штурм Кулагинских высот. Так начались упорные кровопролитные бои, длившиеся почти 20 суток. Начавшиеся осенние дожди и распутица существенно осложняли ведение боевых действий и подвоз боеприпасов. 15 сентября 1943 года на высотах взвился красный флаг, 19 сентября немцы оставили Духовщину, и в тот же день приказом Верховного Главнокомандующего 178-й дивизии было присвоено наименование Кулагинской.

### Освобождение Новосокольники
После непродолжительного отдыха соединение было переброшено на 2-й Прибалтийский фронт. В составе 10-й гвардейской, 3-й ударной, а затем 22-й армий 178-я дивизия должна была нанести удар по новосокольническому выступу вражеского фронта, чтобы через Пустошку, Идрицу и Себеж пробиться к границе Латвии. Предстояло освободить Новосокольники, прорвав оборонительную полосу со многими рядами сплошных траншей, прикрытых проволочными заграждениями, фосфорно-огневыми и минными полями, противотанковыми рвами. 4 января 1944 года дивизия перешла в наступление, постепенно сжимая кольцо вокруг опорного пункта врага. Солдаты 211-го отдельного саперного батальона С. М. Башкирова под огнем расчистили подступы к фашистским позициям, и развернулся их штурм. Завязались ожесточенные схватки в траншеях и блиндажах, развалинах зданий и на улицах. 29 января, в 6 утра, штурмовые отряды 178-й дивизии вошли в Новосокольники и уже через час освободили город. В тот же день Москва салютовала этой победе залпами из 124 орудий. Указом Президиума Верховного Совета СССР 178-я стрелковая дивизия была награждена орденом Красного Знамени.

### Карельский перешеек и окончание войны
До мая 1944 дивизия находилась резерве ставки ВГК после чего была направлена на Ленинградский фронт в составе 21-й армии. 10 июня 1944 дивизия в составе 97-го стрелкового корпуса дивизия форсировала реку Сестру и продолжала наступление на линию Манергейма где вели оборону финские войска. 20 июня дивизия освободила Выборг после чего стрелковым полкам дивизии — 386-му (подполковник В. Г. Савченко), 693-му (майор А. П. Галкин) и 709-му (майор Б. А. Костров) — было присвоено почетное наименование Выборгских. В сентябре 1944 дивизия переведена в резерв. Весной 1945 дивизия была переброшена на 2-й Прибалтийский фронт, вошедший затем в состав Ленинградского фронта. Здесь дивизия сражалась в составе 10-й гвардейской армии. Закончила войну 16 мая 1945 принимала участие в разоружении и пленении капитулировавшей Курляндской группировки противника в районе города Лиепая.

## Подчинение
| Дата            | Фронт (округ)           | Армия                  | Корпус                 | Примечания |
| --------------- | ----------------------- | ---------------------- | ---------------------- | ---------- |
| 01.06.1941 года | Резерв Ставки ВГК       | 24-я армия             | 53-й стрелковый корпус | -          |
| 01.08.1941 года | Резервный фронт         | 24-я армия             | -                      | -          |
| 01.09.1941 года | Западный фронт          | 29-я армия             | -                      | -          |
| 01.11.1941 года | Калининский фронт       | 22-я армия             | -                      | -          |
| 01.03.1942 года | Калининский фронт       | 30-я армия             | -                      | -          |
| 01.09.1942 года | Калининский фронт       | 39-я армия             | -                      | -          |
| 01.10.1943 года | Калининский фронт       | 3-я ударная армия      | -                      | -          |
| 01.11.1943 года | 2-й Прибалтийский фронт | 11-я гвардейская армия | -                      | -          |
| 01.12.1943 года | 2-й Прибалтийский фронт | 22-я армия             | -                      | -          |
| 01.04.1944 года | Резерв Ставки ВГК       | -                      | -                      | -          |
| 01.05.1944 года | Ленинградский фронт     | 21-я армия             | -                      | -          |
| 01.10.1944 года | Ленинградский фронт     | 59-я армия             | -                      | -          |
| 01.12.1944 года | Ленинградский фронт     | 23-я армия             | -                      | -          |

## Состав
- 386-й Выборгский стрелковый полк (подполковник В. Г. Савченко)
- 693-й Выборгский стрелковый полк (майор А. П. Галкин)
- 709-й Выборгский стрелковый полк (майор Б. А. Костров)
- 332-й гаубичный артиллерийский полк (в 1-м формировании)
- 706-й артиллерийский полк
- 432-й гаубичный артиллерийский полк (до 27.09.1941)
- 213-й отдельный истребительно-противотанковый дивизион 1-го формирования (до 27.09.1941)
- 213-й отдельный истребительно-противотанковый дивизион 2-го формирования (с 10.02.1942)
- 430-й минометный дивизион (с 1.11.1941 по 10.10.1942)
- 467-й пулемётный батальон (с 1.10.1942 по 5.05.1943)
- 239-я зенитная батарея (178-й отдельный зенитный артиллерийский дивизион) (до 5.05.1943)
- 139-я разведывательная рота (139-й отдельный разведывательный батальон)
- 211-й отдельный сапёрный батальон
- 227-й отдельный батальон связи (579-я отдельная рота связи)
- 218-й медико-санитарный батальон
- 156-я отдельная рота химической защиты
- 93-я автотранспортная рота подвоза (225-й автотранспортный батальон)
- 266-я полевая хлебопекарня (138-й полевой автохлебозавод)
- 88-й дивизионный ветеринарный лазарет
- 484-я (227-я) полевая почтовая станция
- 247-я полевая касса Госбанка[1]

## Командование
- Старухин, Николай Иванович (18.08.1939 — 01.08.1941), полковник;
- Квашнин, Александр Петрович (02.08.1941 — 29.04.1942), подполковник, с 15.01.1942 полковник;
- Кудрявцев Александр Георгиевич (30.04.1942 — 09.10.1943), полковник;
- Кроник, Александр Львович (10.10.1943 — 26.07.1944), генерал-майор;
- Лебединский, Иосиф Иванович (27.07.1944 — 31.05.1945), полковник[2].

## Награды
| Награда (наименование)              | Дата                                                                       | За что получена |
| ----------------------------------- | -------------------------------------------------------------------------- | --- |
| Почётное наименование «Кулагинская» | присвоено приказом Верховного главнокомандующего от 19 сентября 1943 года  | в ознаменование одержанной победы, отличившимся в боях при прорыве сильно укрепленной оборонительной полосы немцев и за освобождение городов Духовщина и Ярцево (Войска Калининского фронта в результате четырёхдневных ожесточенных боёв прорвали сильно укрепленную полосу врага, разгромили его долговременные опорные пункты Рибшево, Вердино, Ломоносово, Кулагино, Панкратове и штурмом овладели важнейшим опорным пунктом обороны немцев на путях к Смоленску — городом Духовшина) |
| орден Красного Знамени              | награждена указом Президиума Верховного Совета СССР от 3 февраля 1944 года | за образцовое выполнение боевых заданий командования на фронте борьбы с немецкими захватчиками и проявленные при этом доблесть и мужество (при освобождении города Новосокольники) |

## Отличившиеся воины дивизии
| Награда | Ф. И. О.                   | Должность                                               | Звание            | Дата награждения | Примечания |
| ------- | -------------------------- | ------------------------------------------------------- | ----------------- | ---------------- | ---------- |
|         | Карымов, Салават Хакимович | командир стрелкового батальона 709-го стрелкового полка | Младший лейтенант | 05.05.1942       |            |